# Lake Magdalene
Lake Magdalene es un lugar designado por el censo ubicado en el condado de Hillsborough en el estado estadounidense de Florida. En el Censo de 2010 tenía una población de 28 509 habitantes y una densidad poblacional de 945,9 personas por km².

## Geografía
Lake Magdalene se encuentra ubicado en las coordenadas 28°4′54″N 82°29′3″O / 28.08167, -82.48417. Según la Oficina del Censo de los Estados Unidos, Lake Magdalene tiene una superficie total de 30,14 km², de la cual 26,49 km² corresponden a tierra firme y 3,65 km² (12,11%) es agua.

## Demografía
Según el censo de 2010, había 28 509 personas residiendo en Lake Magdalene. La densidad de población era de 945,9 hab./km². De los 28 509 habitantes, Lake Magdalene estaba compuesto por el 82,77% blancos, el 7,69% eran afroamericanos, el 0,29% eran amerindios, el 2,76% eran asiáticos, el 0,06% eran isleños del Pacífico, el 3,47% eran de otras razas y el 2,97% pertenecían a dos o más razas. Del total de la población el 21,11% eran hispanos o latinos de cualquier raza.